# Brunn, Oberpfalz
Brunn är en kommun och ort i Landkreis Regensburg i Regierungsbezirk Oberpfalz i förbundslandet Bayern i Tyskland.
Kommunen ingår i kommunalförbundet Laaber tillsammans med köpingen Laaber och kommunen Deuerling.